# Karl Marx' historieteori : Ett försvar
Karl Marx' historieteori: Ett försvar är en bok av den kanadensiske filosofiprofessorn G.A. Cohen. Boken adresserar vad Cohen förstår som Karl Marx' syn på historien. Han menar att samhällets materiella villkor, särskilt produktionssättet och de klassrelationer som uppstår ur det, formar de sociala, politiska och kulturella institutionerna, i en viss tid är signifikanta för att förstå den historiska utvecklingen. Boken var central för upprättandet av den analytiska marxismen.

## Sammanfattning
Cohen börjar med att diskutera de centrala begreppen i Marx' teori, inklusive produktionssättets roll, begreppet klass och idén om historisk utveckling. Han fortsätter sedan med att ta upp ett antal kritiska synpunkter som har framförts mot Marx' teori, bland annat anklagelsen att den är deterministisk och att den ignorerar ideologins roll när det gäller att forma sociala och politiska institutioner. Som svar på detta hävdar Cohen att Marx' teori är mer nyanserad och komplex än vad denna kritik antyder, och att den utgör en värdefull ram för att förstå hur ekonomiska och sociala strukturer formar mänsklighetens historia. 
Cohen hävdar att Marx' teori bygger på idén att det sätt på vilket samhället producerar och reproducerar de materiella livsförutsättningarna bestämmer samhällets karaktär. Han hävdar att produktionssättet är den grundläggande bestämmande faktorn i samhällsutvecklingen och att förändringar i produktionssättet leder till förändringar i andra aspekter av samhället, såsom rättssystemet, staten och ideologin.